# Grammonota gentilis
Grammonota gentilis är en spindelart som beskrevs av Banks 1898. Grammonota gentilis ingår i släktet Grammonota och familjen täckvävarspindlar. Inga underarter finns listade i Catalogue of Life.